# Пауервју Пајн Фолс (Манитоба)
Пауервју Пајн Фолс (енгл. Powerview-Pine Falls) је варош у југоисточном делу канадске провинције Манитоба и део је географско-статистичке регије Истман. Варошица је настала уједињењем некадашње вароши Пауервју са оближњим насељем Пајн Фолс.
Према резултатима пописа становништва из 2011. у варошици је живело 1.314 становника у 575 домаћинства, што је за 1,5% више у односу на 1.294 житеља колико је регистровано
приликом пописа 2006. године.

## Становништво
| 2011. |
| ----- |
| 1.314 |